# 李修禄
李修禄（1928年12月—），男，汉族，四川郫县人，中国药物分析学家，曾任中国人民解放军第二军医大学教授，中国药学会理事。